# Zombrus pedalis
Zombrus pedalis är en stekelart som först beskrevs av Charles Thomas Brues 1924.  Zombrus pedalis ingår i släktet Zombrus och familjen bracksteklar. Inga underarter finns listade i Catalogue of Life.